# José Vultos Sequeira
José Vultos Sequeira (Mora, 1945) é um escritor português.

## Obras

### Para crianças:
- - A Ficção das Coisas (1º Prémio de Literatura Infantil da Associação Portuguesa de Escritores/1980 - edições 1 de Outubro);
  - Da Semente ao Pão, editora Caminho - Soneto;
  - As Histórias da Figueira (recomendado pelo Júri do Prémio de Literatura para crianças da Fundação Calouste Gulbenkian/1980);
  - A Oficina
  - Queridos Pais (Menção Honrosa de Literatura da Associação Portuguesa de Escritores/1980).

### Para adultos:
- - Cadernos Despertar (livro colectivo de poesia/82);
  - Figura nas Antologias - O trabalho e poetas alentejanos do século XX;
  - A Outra Faena - Novela - Edições Caso;
  - O Corpo da Oficina, Prémio de Poesia 25 de Abril/84.